# Tipula (Arctotipula) twogwoteeana
Tipula (Arctotipula) twogwoteeana is een tweevleugelige uit de familie langpootmuggen (Tipulidae). De soort komt voor in het Nearctisch gebied.